# Иван Зонков
Иван Илиев Зонков е български политик от БРСДП (т.с.), по-късно от БКП (т.с.).
Роден е на 19 януари 1890 г. в Плевен. Завършва право и работи като адвокат в Плевен. През 1914 става член на БРСДП (т.с.). През 1921 е избран за член на градския и на окръжния комитет на БКП (т.с.).
От 24 януари до 9 юни 1923 е кмет на втората Плевенска комуна. Става един от тримата членове на комитета, ръководил Юнското въстание в Плевен. След разгрома на въстанието е арестуван и затворен в казармите на града, където е жестоко малтретиран. На 26 юли 1923 е осъден на доживотен затвор. Амнистиран е през 1924 г.